# Ostend
För andra betydelser, se Ostend (olika betydelser).
Ostend är en stadsdel i Frankfurt am Main, Tyskland. Tidigare var det en självständig stad i södra Hessen. 
Med sina 27 090 invånare (2008) är Ostend den fjärde största stadsdel i Frankfurt.